# (8549) Alcide
(8549) Alcide est un astéroïde de la ceinture principale.

## Description
(8549) Alcide est un astéroïde de la ceinture principale. Il fut découvert le 30 mars 1994 à Farra d'Isonzo par l'Observatoire astronomique de Farra d'Isonzo. Il présente une orbite caractérisée par un demi-grand axe de 2,44 UA, une excentricité de 0,19 et une inclinaison de 1,9° par rapport à l'écliptique.

## Compléments